# Sitdjehuti
Sitdjehuti (o Satdjehuti) va ser una princesa i reina d'Egipte de finals de la XVII dinastia. Era filla del faraó Tao I i de la reina Tetisheri. Va ser també l'esposa del seu germà i faraó Seqenenre Tao i la mare de la princesa Amosis. El seu nom significa "Filla de Thoth".

Al revers de la seva màscara funerària, on hi figura un dels primers extractes del llibre dels morts, se la presenta la següent manera:
filla d'un rei, germana d'un rei, Satdjéhouty, anomenada Satibou, justa amb la veu, nascuda de la dona reial Tetisheri.
Un llenç funerari, conservat al Museu de Torí, descobert a la tomba QV47 de la Vall de les Reines i pertanyent a la princesa Amosis, completa la genealogia de Sitdjehuti. La princesa Amosis era filla i germana de reis, "engendrada pel bon déu Seqenenre, fill de Re Taà, i portada al món per la filla del rei, germana del rei, esposa del rei Sitdjehuti". Amosis és l'única filla coneguda de Sitdjehuti.
L'absència del títol "Mare del Rei" fa pensar que Sitdjehuti no tenia cap fill. Per tant, la majoria dels altres fills coneguts de Tao II segurament els va tenir amb la gran esposa reial Aah-Hotep. Sitdjehuti era sens dubte una dona secundària del seu germà.
La seva mòmia va ser descoberta cap al 1820, així com el seu sarcòfag, la seva màscara funerària i un escarabeu. Un element de lli trobat amb aquests elements incloïa un text que indicava que eren regals oferts per la seva neboda, la dona i la mare reial Amosis-Nefertari. Es dedueix doncs que Sitdjehuti va viure almenys fins al regnat del seu nebot Amosis I, fins i tot fins al d'Amenofis I.
El sarcòfag de Sitdjehuti es troba ara al museu de Múnic. La seva màscara funerària està exposada al Museu Britànic (EA 29770).

## Fotos

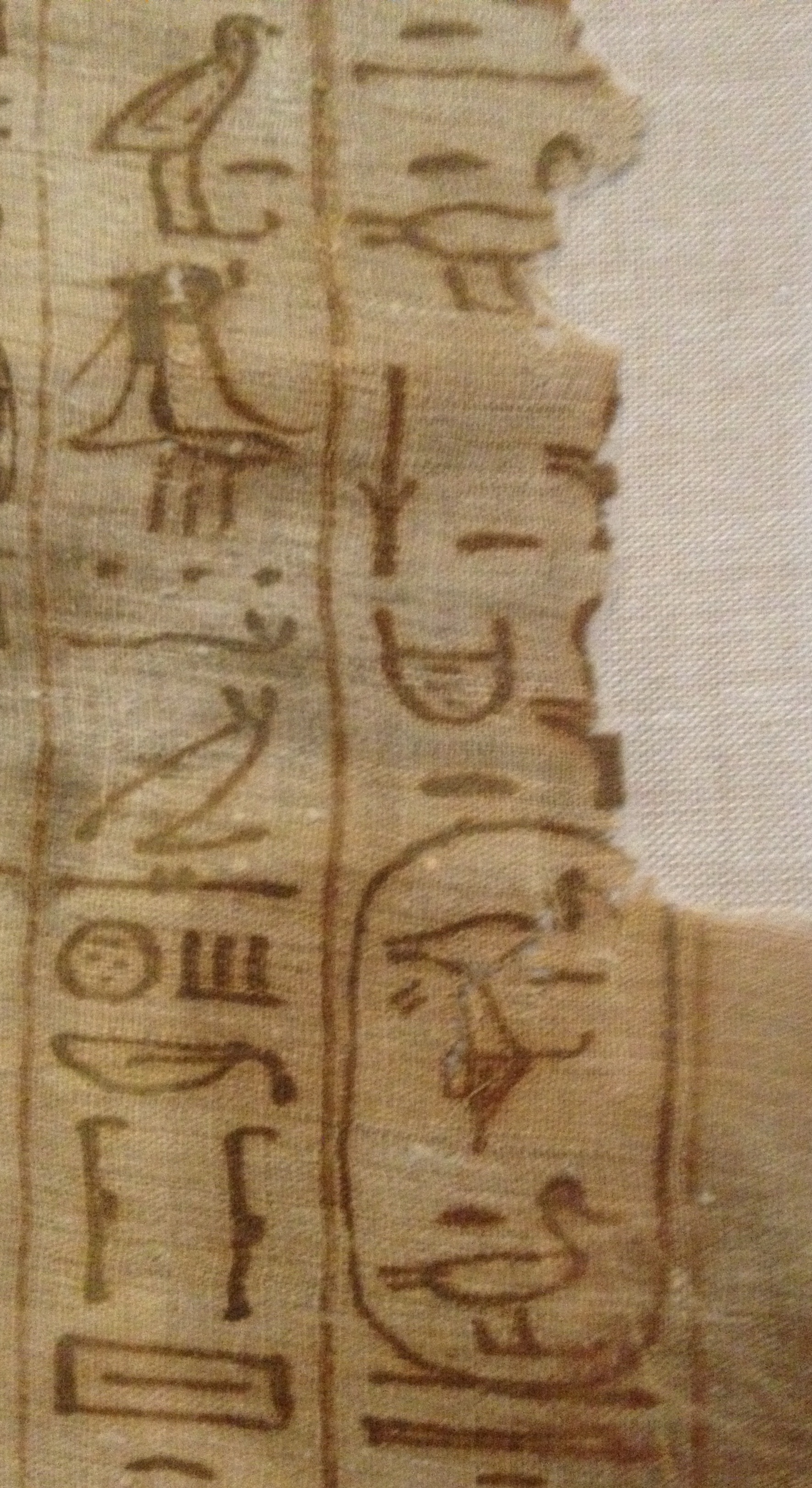
Fragment del sudari funerari de la princesa Amosis, títols i nom de la seva mare: Filla reial, Germana reial i Dona reial Sitdjehut (Museu Egipci de Torí).
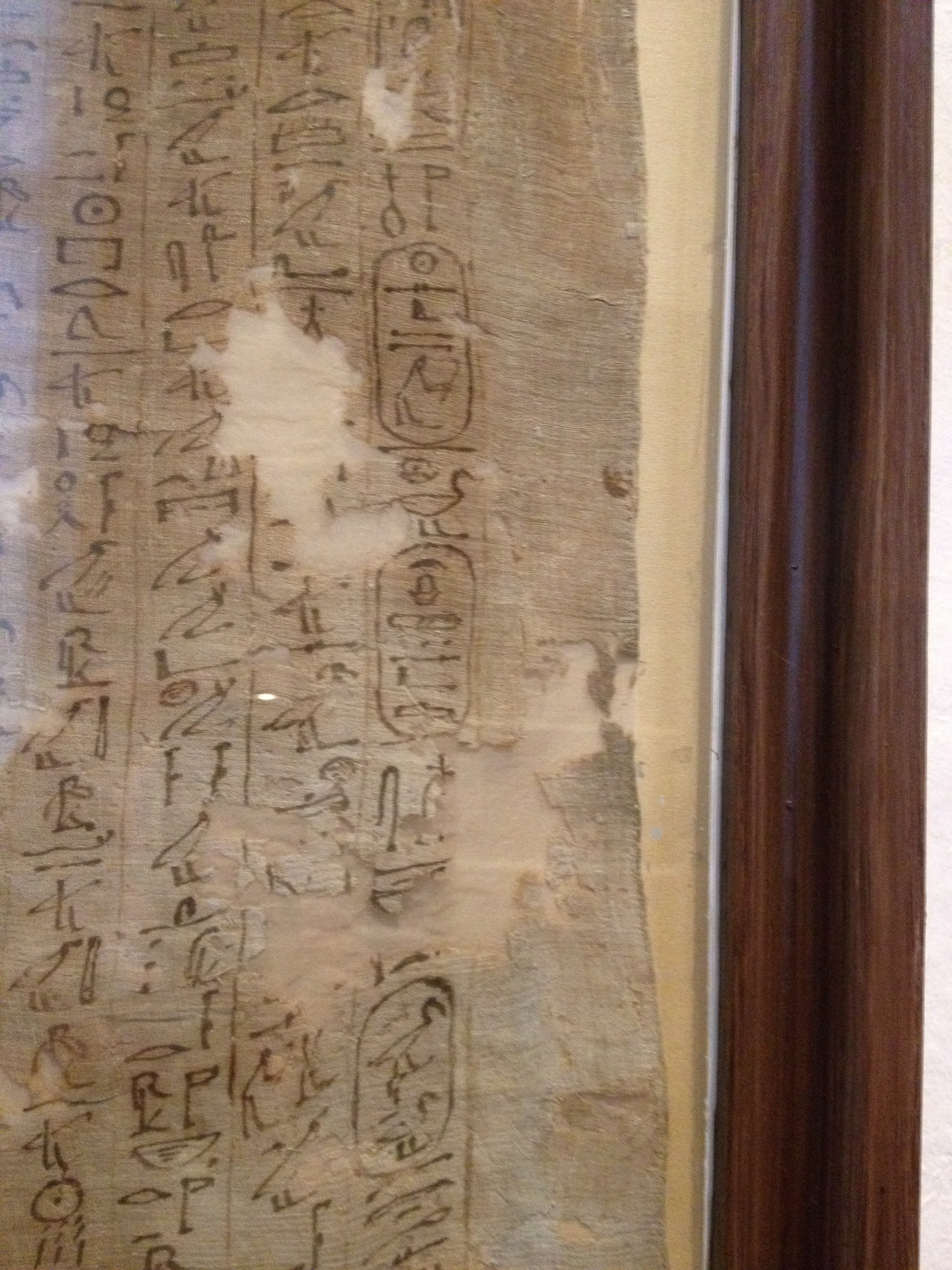
Idem, amb els noms dels dos pares de la princesa i Satdjeouti.
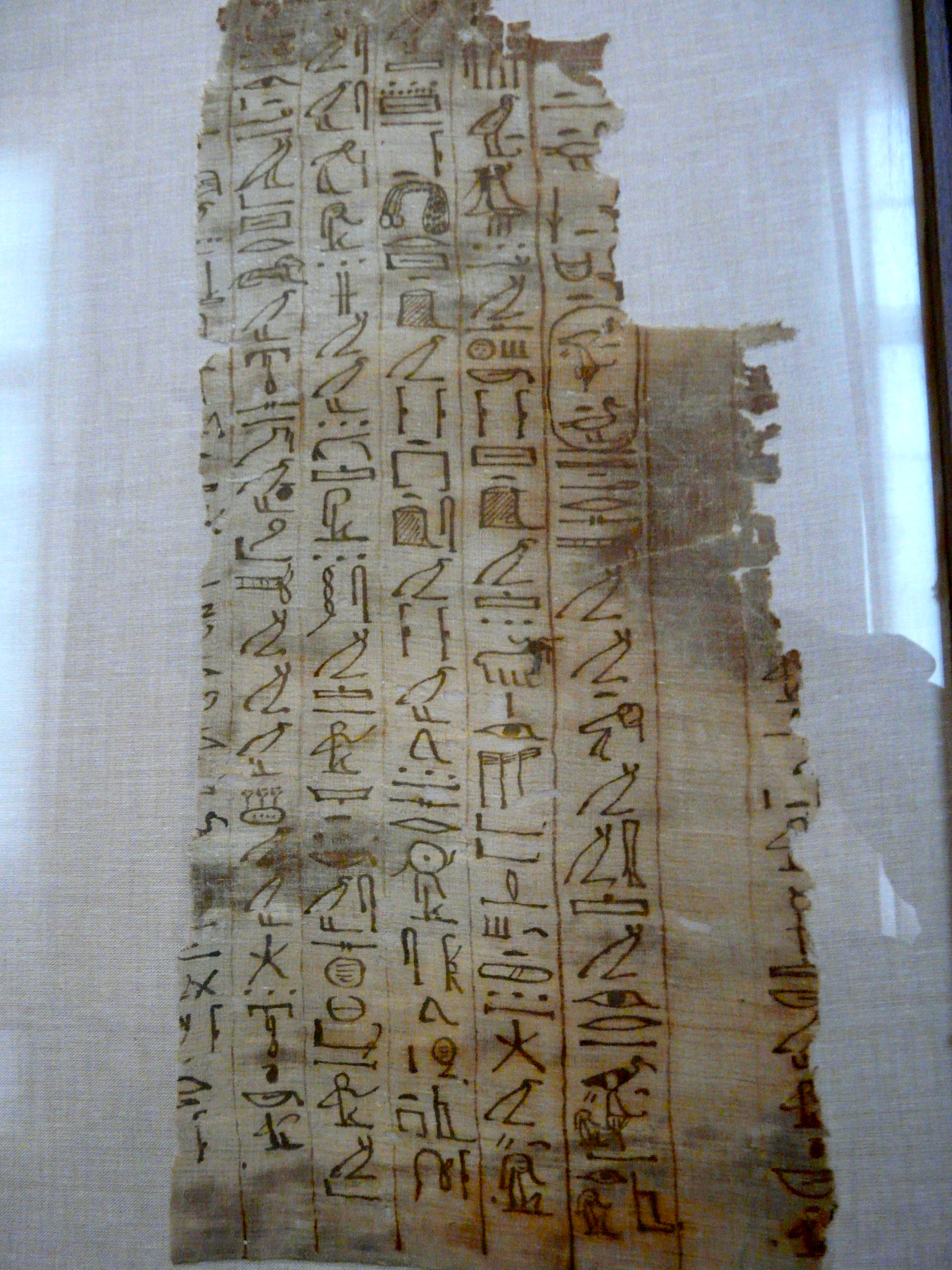
Idem, visió general de les fórmules funeràries del Llibre dels Morts.
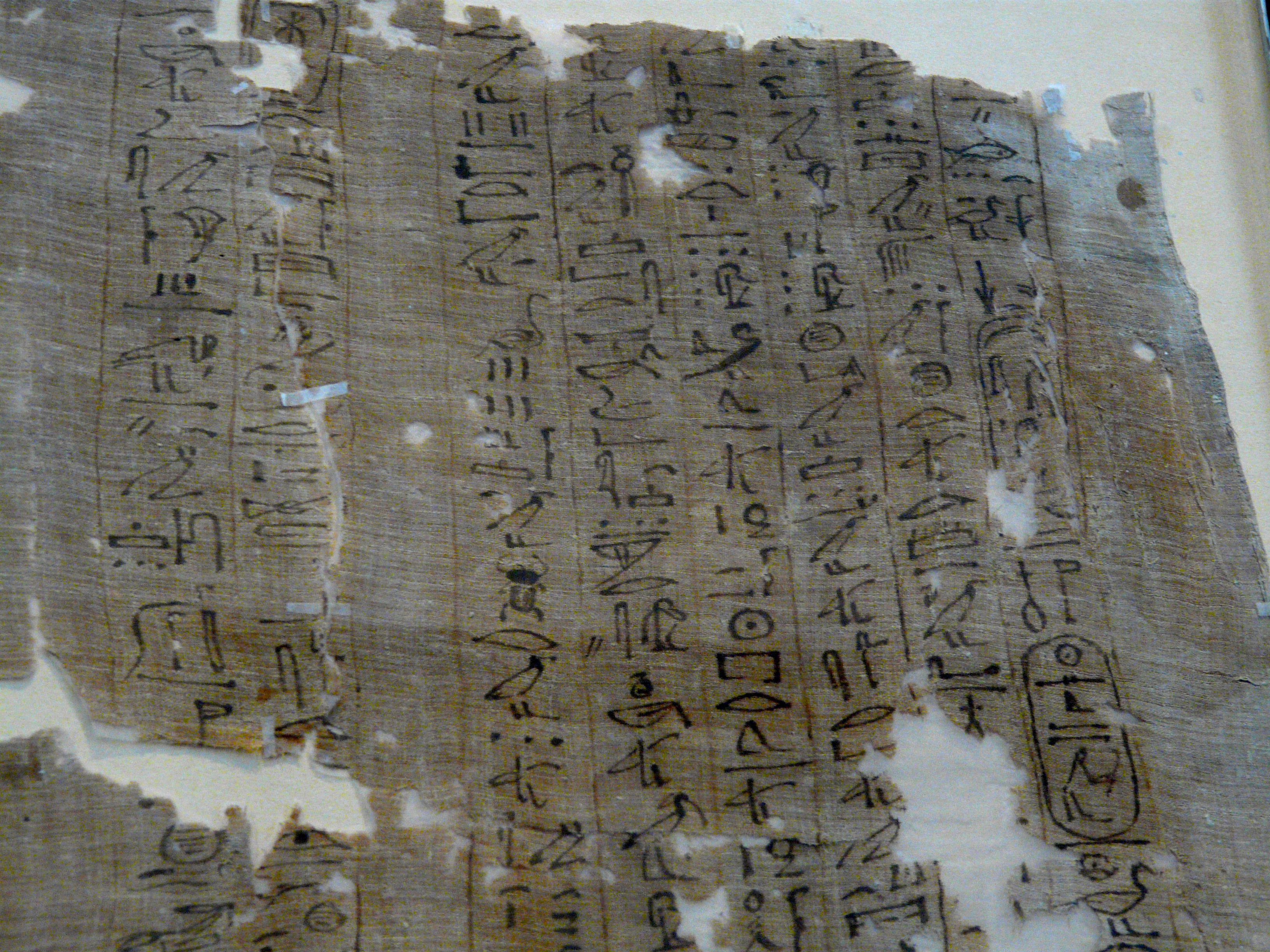
Idem, als cartutxos de la columna dreta, el nom d'Amosis i el seu pare rei Seqenenre (Tao II).
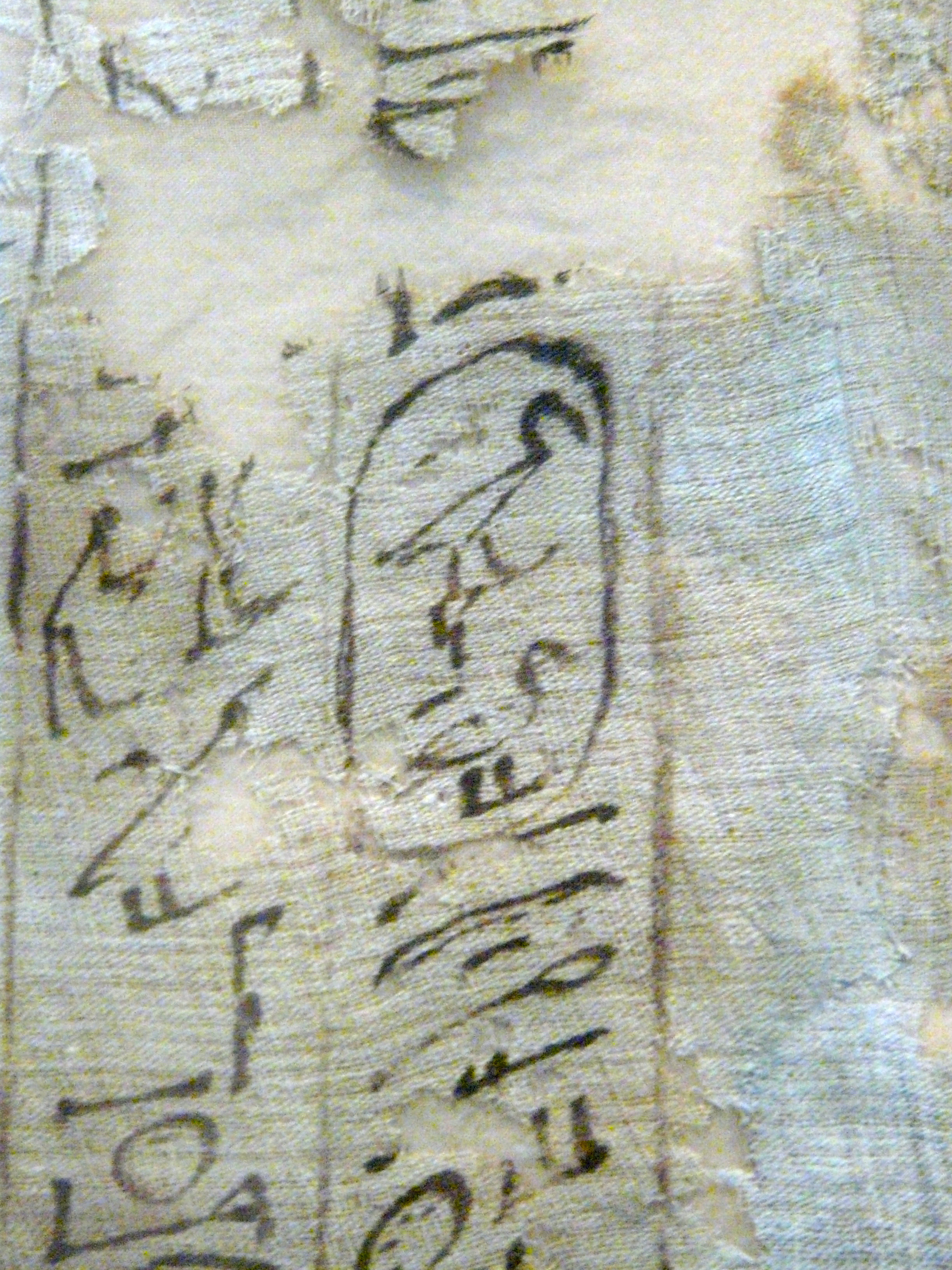
Idem, el nom de Sitdjehuti en un cartutx.